# The Witcher 2: Assassins of Kings
The Witcher 2: Assassins of Kings (polnisch Wiedźmin 2: Zabójcy Królów, deutsch: Der Hexer 2: Königsmörder) ist ein Action-Rollenspiel des polnischen Entwicklers CD Projekt. Es erschien am 17. Mai 2011 und ist der Nachfolger von The Witcher. Wie im Vorgänger steuert der Spieler als Protagonisten den Hexer Geralt von Riva durch eine abwechslungsreiche Fantasy-Spielwelt, die auf der Hexer-Romanreihe des polnischen Schriftstellers Andrzej Sapkowski beruht. Die Handlung spielt unmittelbar nach dem ersten Teil. Der abschließende Teil, The Witcher 3: Wild Hunt, erschien im Mai 2015.

## Handlung
In den Nördlichen Königreichen herrschen im Jahre 1271 Kriege und Zwist, die Anderlinge (Elfen, Zwerge etc.) führen ein erbärmliches Leben in den Ghettos der menschlichen Siedlungen und Städte. Das Kaiserreich Nilfgaard mobilisiert eine neue Invasionsarmee zur Eroberung der Nördlichen Königreiche, nachdem es vor sechs Jahren von einer Streitmacht der Königreiche Aedirn, Kaedwen, Redanien und Temerien in der Schlacht bei Brenna vernichtend geschlagen worden war.
Zu Beginn begleitet man den Temerischen König Foltest bei einem Angriff gegen die Burg des verfeindeten Adelsgeschlechtes La Vallette. König Foltest wurde im ersten Teil beinahe von einem Assassinen ermordet. Der Assassine kam jedoch durch Geralts Klinge um. Nun wird mehrmals gegen die Verteidiger gekämpft und schrittweise die eindrucksvolle Burg erkundet. Nach Ende des Angriffs wird Foltest vor den Augen Geralts von einem Unbekannten von großer und muskulöser Statur erdolcht. Der Attentäter flieht und Geralt wird wegen Königsmordes inhaftiert. Es gelingt ihm mithilfe von Vernon Roche, einem Agenten zur Bekämpfung der nichtmenschlichen Widerstandsgruppe Scoia’tael, aus den Verliesen zu fliehen. Im späteren Verlauf versucht Geralt mithilfe verschiedener Nebenfiguren wie Roche, Triss Merigold, Zoltan, die teilweise aus dem ersten Witcher bekannt sind, den Königsschlächter zu finden. Er besucht dabei mehrere verschiedene Schauplätze und erledigt dabei diverse Haupt- und Nebenquests. Im Spiel können viele Quests auf verschiedene Weise gelöst werden, die Dialoge sind vielseitig und vertont, man kann sie durch verschiedene Handlungen mitbeeinflussen.

## Spielprinzip
Wie schon im ersten Teil können während des Kampfes verschiedene Zauber/Zeichen gewirkt werden:
- Aard: Ein Ziel-Blitzzauber, der den Feind umwirft und betäubt.
- Yrden: Eine Art „Feuerfalle“, die auf dem Boden platziert wird und den Feind bei Berührung lähmt.
- Igni: Ein Ziel-Feuerzauber, der besonders wirkungsvoll gegenüber Kreaturen ist.
- Quen: Ein passiver Zauber, der Geralt von Riva mit einem Schutzschild versieht. Während dieser Zauber aktiv ist, kann Geralt sich nicht regenerieren.
- Axii: Ein zeitlich begrenzter Ziel-Bekehrungszauber, der einen Feind von Geralt zu seinem Freund werden lässt.

Geralt trägt zwei Nahkampfwaffen, die im Laufe des Spiels verbessert werden können. Ein Stahlschwert für menschliche Gegner und ein Silberschwert, welches besonders zur Monsterbekämpfung geeignet ist. Standardmäßig führt man mit der linken Maustaste einen schnellen und mit der rechten einen starken Angriff aus, geblockt wird mit der Taste „E“. Um Gegnern auszuweichen, kann Geralt eine Ausweichrolle ausführen. Die Kampfführung unterscheidet sich deutlich vom ersten Teil (z. B. drückte man dort in bestimmten Momenten die Angriffstaste, um noch stärkere Angriffe auszuführen). Die Gegner sind wie gewohnt ziemlich zäh, trotz mancher Fehler in der KI. Tränke können aus unterschiedlichen Zutaten (die man in der Spielewelt findet) gebraut oder von Händlern käuflich erworben werden. Geralt muss sie vor dem Kampf einnehmen (Meditation), um damit seine Kampfkraft zu erhöhen. Die Tränke haben eine eher kurzfristige Wirkung.
Zur Eigenerstellung von Tränken benötigt man Alchemierezepte. Um Waffen oder Rüstungsteile herzustellen, braucht man einen Schmied und das entsprechende Handwerksdiagramm, welches bei Händlern käuflich erworben oder in der Wildnis bzw. in Dungeons gefunden werden kann. Waffen können mit Runen dauerhaft, mit Ölen kurzzeitig verstärkt werden. Trophäen haben einen eigenen Platz im Inventar, um ihre Wirkung auf Geralt zu übertragen. Der Hexer erhält mit jedem Level-Up mindestens einen Talentpunkt. Im Verlaufe des Spieles können es auch zwei oder drei Punkte sein, die man für die Verbesserung der Talente hinzubekommt. Der maximal erreichbare Level liegt bei 35.

## Synchronisation
| Rollenname             | Synchronsprecher/in |
| ---------------------- | ------------------- |
| Geralt von Riva        | Markus Pfeiffer     |
| Letho von Guleta       | Tom Jacobs          |
| Rittersporn            | Oliver Schnelker    |
| Triss Merigold         | Susanne Dobrusskin  |
| Zoltan Chivay          | Dieter Brink        |
| Vernon Roche           | Philipp Schepmann   |
| Ves                    | Milena Karas        |
| Yarpen Zigrin          | Frank Bahrenberg    |
| Iorweth                | Andreas Meese       |
| Saskia                 | Corinna Dorenkamp   |
| Radovid                | Lars Schmidtke      |
| Arjan La Valette       | René Dawn-Claude    |
| Detmold                | Renier Baaken       |
| Philippa Eilhart       | Michaela Kametz     |
| Foltest                | Hans Bayer          |
| Bernard Loredo         | Peter Harting       |
| Henselt                | Jochen Kolenda      |
| Sheala de Tancarville  | Susanne Reuter      |
| Shilard Fitz-Oesterlen | Gerd Kilbinger      |

## Entwicklung
Im Spiel kommt die eigens entwickelte Grafik-Engine Red Engine zum Einsatz, welche zum Zeitpunkt der Veröffentlichung eine hohe Grafikleistung erbrachte.
Zur Beseitigung der Programmfehler wurden mehrere Patches veröffentlicht, die teilweise auch neue Inhalte hinzufügten. Mit dem Patch v2.0 wurden ein Arena-Modus und ein neues Tutorial, an dessen Ende dem Spieler ein für ihn passender Schwierigkeitsgrad vorgeschlagen wird, integriert. Mit dem Patch v3.0 wurde das Spiel zur mehrere Gigabyte großen Enhanced Edition aufgewertet. Der letzte veröffentlichte Patch hat die Versionsnummer v3.4 und beinhaltet u. a. das Redkit, eine Entwicklungssoftware zum Erstellen eigener Inhalte für das Spiel.

## Rezeption
„Hier wird eine ganz große Geschichte erzählt, die sich vielfach verzweigt und euch in den kleinen und mitunter auch großen Dingen immer wieder in neue, spannende Richtungen entführt und die es wert ist, mehr als nur einmal erlebt zu werden. Ausgearbeitete Figuren, eine unglaublich dichte Spielwelt voller Mythologie und gleichzeitig viel Panache, Drachen und Helden, es wird viel geboten. […] The Witcher 2 ist auch auf der Xbox 360 ein wundervolles, eigenständiges und bleibendes Spielerlebnis. So gut, dass es ein paar Einbußen auf der Grafik-Seite locker verschmerzen kann.“

„Toll erzähltes Fantasy-Abenteuer, das sich wohltuend von der Konkurrenz aus Japan und den USA abhebt. […] Selten war eine Welt aus moralischer Sicht so grau wie die des Hexers. Euer Held ist eine definierte, feste Persönlichkeit und nicht das unbeschriebene Blatt, das Ihr bei den meisten West-Rollenspielen selbst füllen dürft und dabei selten mehr habt als die Wahl zwischen engelsgleichem Heiligen und zynischem Schuft. Natürlich bestimmt Ihr Geralts Vorgehen in gewissen Bahnen aber nie so stark, dass der Hexer auf einmal völlig aus der Rolle fallen würde.“

„Die Welt von The Witcher 2: Assassins of Kings hat nicht viel mit gängigen Fantasy-Universen gemein. Politische Machtspiele, Krieg, Rassismus und Gewalt gehören genauso zu The Witcher 2 wie Prostitution, Erotik und Sex. […] The Witcher 2: Assassins of Kings gehört zu den schönsten Rollenspielen für die Xbox 360. CD Projekt Red hat sich bei der Konsolenumsetzung des vormals PC-exklusiven Hardware-Fressers sichtlich Mühe gegeben. […] Brillant erzähltes Rollenspiel-Epos für Erwachsene.“

„Tücken im Kampfsystem und eine Steuerung mit vielen kleinen Mängeln, dazu ein vergleichsweise schwacher Schluss, da gehen nunmal wichtige Wertungspunkte verloren. Trotzdem dürfen und sollten Rollenspieler beherzt zugreifen: Ein saucooler Held, faszinierende Charaktere, viel Dramatik, beeindruckende Grafik und vor allem: Entscheidungen, die sich spürbar auf den Spielverlauf auswirken – daran muss sich die Konkurrenz in Zukunft messen. Auch wenn also längst nicht alles perfekt ist: CD Projekt legt die Genre-Messlatte […] schon jetzt ziemlich hoch.“

„Es ist schade, dass CD Projekt die Gelegenheit nicht beim Schopf gepackt und einige inhaltliche Mankos glattgebügelt hat, die bereits am PC störten. […] Das inkonsequente Dialogverhalten in einigen Situationen; oder den abfallenden Spannungsbogen gegen Ende. Das soll jedoch nicht darüber hinweg täuschen, dass The Witcher 2 immer noch ein richtig gutes, mitunter sogar sehr gutes Rollenspiel mit einem interessanten Universum darstellt. Die erwachsenen Themen werden glaubwürdig inszeniert, die Charaktere überzeugen größtenteils und die Auseinandersetzungen mit ihren ohnehin konsoligen Ansätzen sowie mehrstufigen Bosskämpfen fühlen sich gut an. […] Dennoch: 360-Rollenspieler können sich auf  spannende und unterhaltsame Stunden freuen.“

Die Figur Triss Merigold war 2011 Covergirl der Mai-Ausgabe des polnischen Playboys.

## Öffentliche Wahrnehmung
Im Juni 2014 erwähnte US-Präsident Barack Obama das Spiel im Rahmen eines Staatsbesuchs in Polen. Bei seiner Rede ging er auf The Witcher als Sinnbild für Polens wirtschaftliche Entwicklung ein:

“The last time I was here, Donald gave me a gift, the video game developed here in Poland that’s won fans the world over, The Witcher. I confess, I’m not very good at video games, but I’ve been told that it is a great example of Poland’s place in the new global economy. And it’s a tribute to the talents and work ethic of the Polish people as well as the wise stewardship of Polish leaders like Prime Minister Tusk.”

„Als ich das letzte Mal hier war, überreichte mir Donald [Tusk] ein Geschenk, das in Polen entwickelte Computerspiel, das weltweit Fans gewonnen hat, The Witcher. Ich gestehe, dass ich nicht gut im Computerspielen bin, aber ich habe mir sagen lassen, dass es ein großartiges Beispiel für Polens Stellung in der neuen globalen Wirtschaft sei. Und es ist eine Anerkennung der Talente und der Arbeitsethik des polnischen Volkes, sowie der weisen Führung durch die polnischen Anführer wie Premierminister Tusk.“

Das Politmagazin Salon.com zeigte sich amüsiert, da das Zitat darauf hinweise, dass der Präsident das Spiel nie gespielt habe. Das Spiel richte sich durch seine moralische Ambivalenz, eine Hauptfigur im Stil der Fantasyverfilmung Game of Thrones und durch Alterseinstufungsmerkmale wie „Blood and Gore“, „Nacktheit“, „stark sexualisierter Inhalt“ und „Darstellung von Drogengebrauch“ gezielt an ein erwachsenes Publikum. Eine hohe Einstufung zur Altersfreigabe werde bereitwillig in Kauf genommen. In seiner Darstellungsweise stieße es daher in konservativen Kreisen auf Ablehnung bis hin zu Empörung. Der Präsident habe politischen Gegnern mit seiner Aussage demnach Material für eine kernige Schlagzeile geliefert. Gleichzeitig attestierte Artikelautor Garrett Martin der Reihe, ihre Einstufung als „erwachsenes Spiel“ nicht allein durch „Schlüpfrigkeiten“ erlangt zu haben. Sie rage dank ihres literarischen Hintergrunds aus dem niedrigen Standard der Computerspieldrehbücher heraus, weil sie – obwohl nicht gerade subtil – smarter und nuancierter als die Konkurrenz sei. Geralt sei als Figur „komplexer und faszinierender als die meisten anderen Spielehelden“, ein „tragischer Held in einem Drama, das blutiger und weitaus sexerfüllter sein könnte als ein jakobianisches Schauspiel“ (gemeint ist das Zeitalter des englischen Königs Jakob I.).

## Verkaufszahlen
Bis August 2011 konnte CD Projekt 940.000 Kopien von The Witcher 2 verkaufen, davon 200.000 über digitale Distribution, und lag damit innerhalb des prognostizierten Absatzziels. Im November 2011 veröffentlichte CD Projekt eine Aufschlüsselung seiner digitalen Verkäufe. Demnach wurden auf Steam 200.000 Kopien verkauft, auf der hauseigenen Plattform GOG.com 40.000 und über die Anbieter Direct2Drive, Impulse und Gamersgate zusammengenommen weitere 10.000 Kopien. Im Mai 2012 erreichten die Gesamtverkaufszahlen 1,7 Millionen Exemplare.
Zusammen mit dem Vorgänger verkauften sich die Reihe bis Februar 2013 über fünf Millionen Mal, bis September 2014 stiegen die Verkaufszahlen auf acht Millionen Exemplare an.